# Soliskové hrby
Soliskové hrby jsou skalní výčnělky na Soliskovém hřebeni ve Vysokých Tatrách. Jsou to:
- Zadný bystrý hrb (polsky Zadni Bystry Garb) je nejsevernější a najprotáhlejší ze tří Bystrých hrbů, dobře je viditelný zejména z Furkotské doliny
- Prostredný bystrý hrb (polsky Pośredni Bystry Garb) je jeden ze tří Bystrých hrbů, dobře je viditelný zejména z Furkotské doliny
- Predný bystrý hrb (polsky Skrajny Bystry Garb) je nejjižnější a nejmarkantnější ze tří Bystrých hrbů mezi Bystrou štrbinou a Bystrou lávkou
- Malý Soliskový hrb, Zadný Soliskový hrb, Prostredný Soliskový hrb a Predný Soliskový hrb jsou čtyři skalní věžičky mezi Vyšší Soliskovou štrbinou (Prostředním Soliskem) a Prostrednou Soliskovou štrbinou (Zadnou Soliskovou veží). Všechny čtyři Soliskové hrby se nacházejí v jižním hřebeni Velkého Soliska

## Galerie

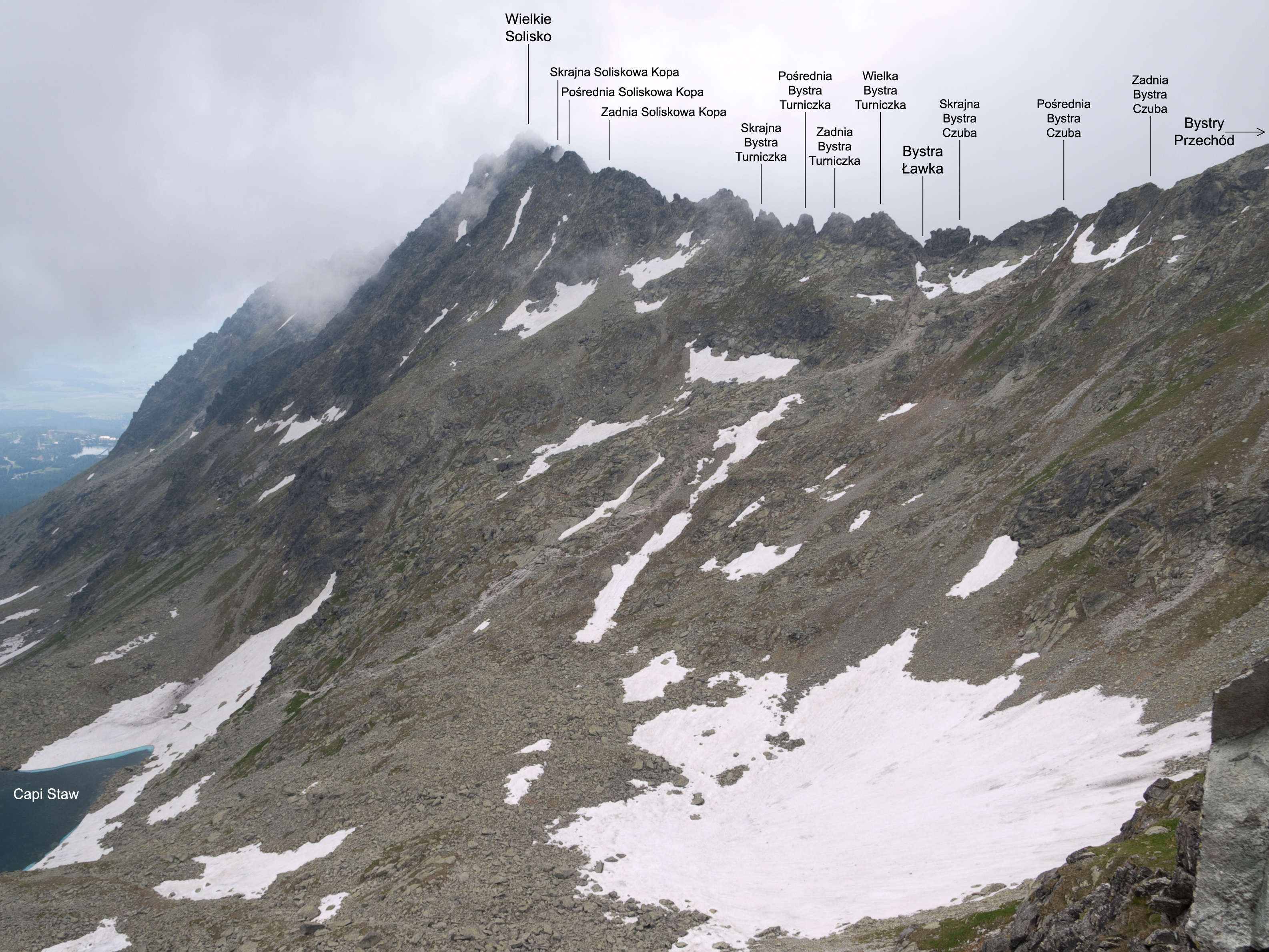
Soliskový hřeben
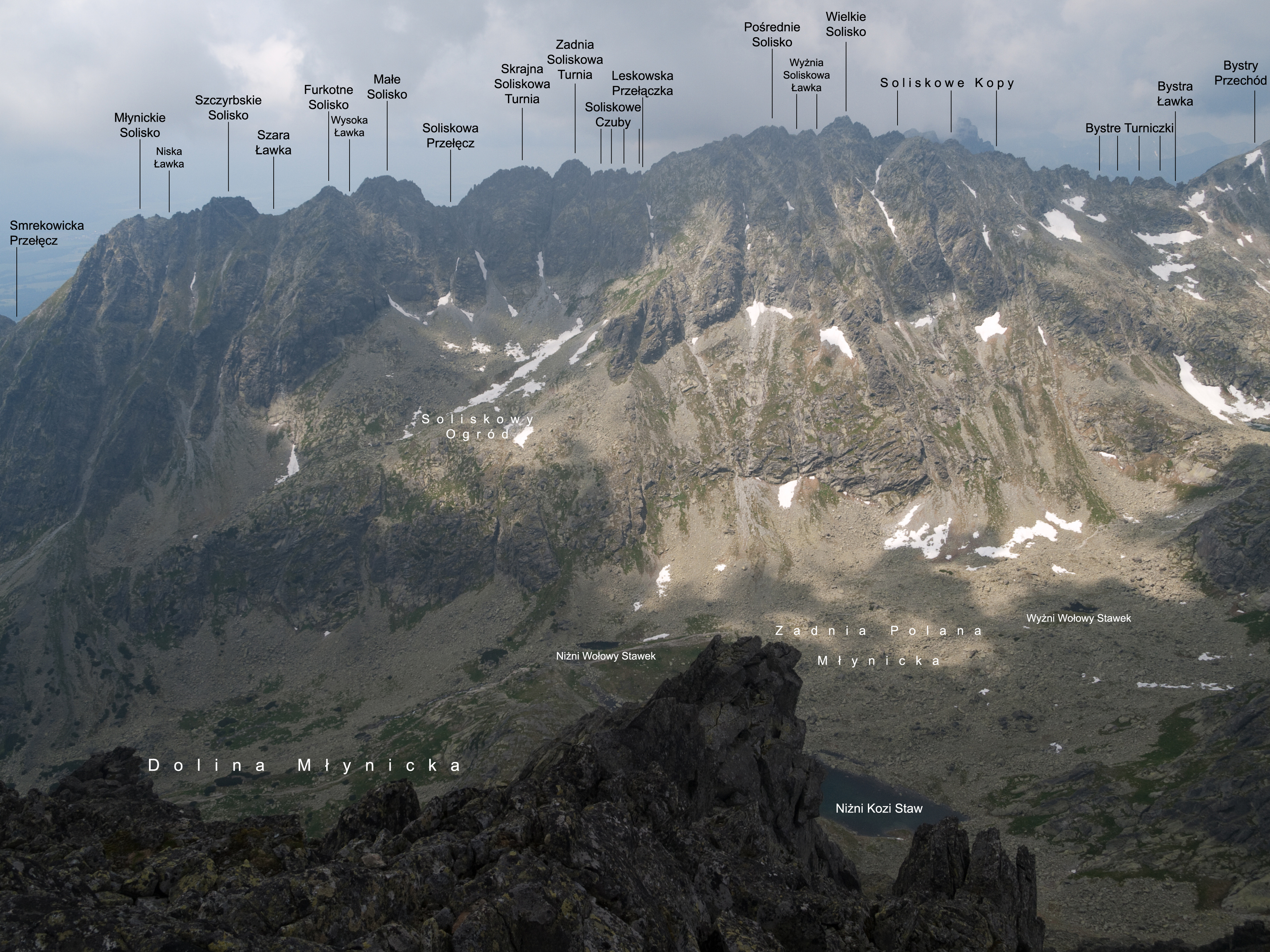
Soliskový hřeben od východu
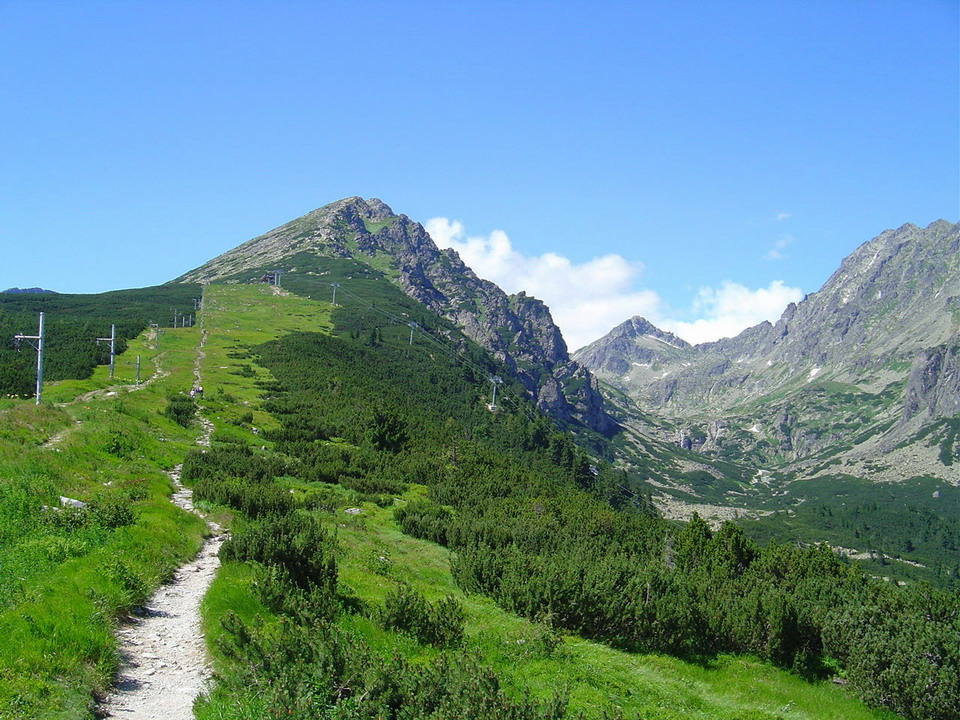
Štrbské Solisko
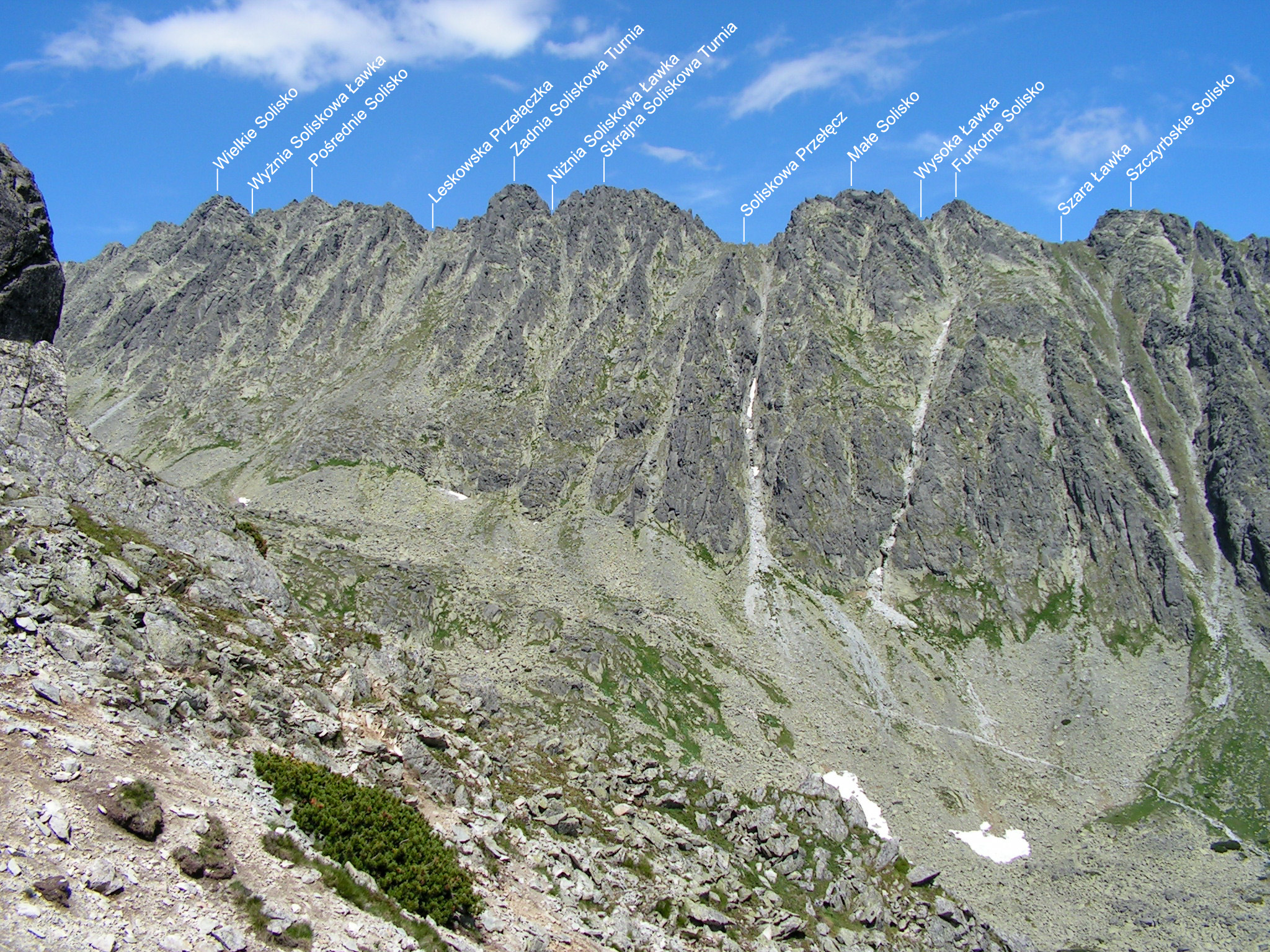
Soliskový hřeben